# Kirche Dalherda

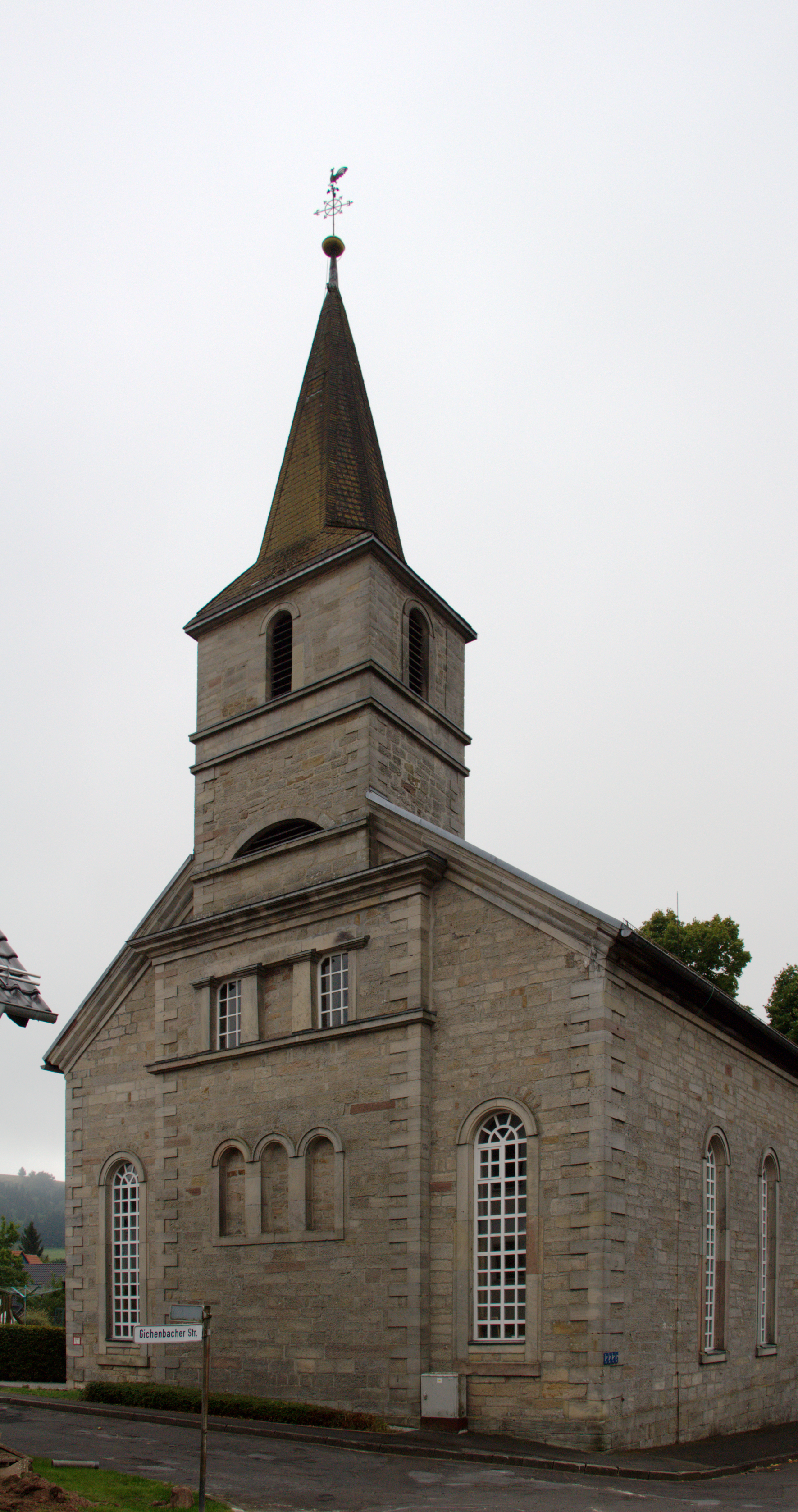
Kirche Dalherda

Die evangelisch-unierte Kirche Dalherda steht in Dalherda,  einem Stadtteil von Gersfeld (Rhön) im Landkreis Fulda von Hessen. Die Kirchengemeinde gehört zum Kirchenkreis Fulda im Sprengel Hanau-Hersfeld der Evangelischen Kirche von Kurhessen-Waldeck.

## Beschreibung
Die klassizistische Saalkirche aus Natursteinmauerwerk wurde 1822–25 erbaut. Über dem Satteldach des Kirchenschiffs erhebt sich im Osten ein Dachturm, in dem zwei Kirchenglocken hängen. Der Turm ist mit einem geknickten, achtseitigen, spitzen, schiefergedeckten Helm bedeckt. Beide Fassaden, sowohl im Osten wie im Westen, haben mittig einen Risalit, der von zwei Bogenfenstern flankiert wird. 
Der Innenraum hat an drei Seiten Emporen. Der Chorbogen steht auf profilierten Kämpfern. Die Kirchenausstattung stammt weitgehend aus der Bauzeit. Die Orgel mit elf Registern auf einem Manual und Pedal wurde 1851 von Orgelbauer Ratzmann gebaut.